# Habropogon elongatulus
Habropogon elongatulus là một loài ruồi trong họ Asilidae. Habropogon elongatulus được Efflatoun miêu tả năm 1937. Loài này phân bố ở vùng Cổ Bắc giới.